# UFC Fight Night: Burns vs. Brady
UFC Fight Night: Burns vs. Brady（ユーエフシー・ファイトナイト：バーンズ・バーサス・ブレイディ、別名UFC Fight Night 242、UFC on ESPN+ 100）は、アメリカ合衆国の総合格闘技団体「UFC」の大会の一つ。2024年9月7日、ネバダ州ラスベガスのUFC APEXで開催された。

## 大会概要
本大会はギルバート・バーンズとショーン・ブレイディのウェルター級戦が組まれた。

## 試合結果

### プレリミナリーカード
第1試合 フェザー級 5分3R
○  ネイサン・フレッチャー vs.  ジギマンタス・ラマスカ ×
2R 1:14 肩固め
第2試合 188.5ポンド契約 5分3R
○  アンドレ・ペトロスキー vs.  ディラン・ブドゥカ ×
3R終了 判定3-0（30-27、30-27、30-27）
※ブドゥカの体重超過によりミドル級から変更。
第3試合 女子ストロー級 5分3R
○  ジャケリン・アモリム vs.  バネッサ・デモポロス ×
1R 3:28 腕ひしぎ十字固め
第4試合 フェザー級 5分3R
○  ガブリエル・サントス vs.  イー・ジャー ×
3R終了 判定3-0（30-26、30-26、30-27）
第5試合 フライ級 5分3R
○  アンドレ・リマ vs.  フェリペ・ドス・サントス ×
3R終了 判定3-0（30-27、29-28、29-28）
第6試合 フェザー級 5分3R
○  アイザック・ダルガリアン vs.  ブレンドン・マロット ×
2R 4:19 肩固め
第7試合 ライト級 5分3R
○  クリス・パディーヤ vs.  ロン・チュー ×
2R 4:14 TKO（ドクターストップ）

### メインカード
第8試合 ライト級 5分3R
○  ヤナル・アシュモズ vs.  トレバー・ピーク ×
3R終了 判定3-0（30-27、30-27、29-28）
第9試合 バンタム級 5分3R
○  コーディ・ダーデン vs.  マット・シュネル ×
2R 0:29 ニンジャチョーク
第10試合 148.5ポンド契約 5分3R
○  スティーブ・ガルシア vs.  カイル・ネルソン ×
1R 3:59 TKO（グラウンドの肘打ち連打）
※ネルソンの体重超過によりフェザー級から変更。
第11試合 女子フライ級 5分3R
○  ナタリア・シウバ vs.  ジェシカ・アンドラージ ×
3R終了 判定3-0（30-27、30-27、30-27）
第12試合 ウェルター級 5分5R
○  ショーン・ブレイディ vs.  ギルバート・バーンズ ×
5R終了 判定3-0（50-45、50-45、49-46）

### 各賞
ファイト・オブ・ザ・ナイト：ナタリア・シウバ vs. ジェシカ・アンドラージ
パフォーマンス・オブ・ザ・ナイト：スティーブ・ガルシア、コーディ・ダーデン
各選手にはボーナスとして5万ドルが授与された。

### カード変更
負傷などによるカードの変更は以下の通り。